# Austrálie na Letních olympijských hrách 1924
Austrálii na Letních olympijských hrách v roce 1924 ve francouzské Paříži reprezentovalo 36 sportovců v 9 sportech. Ve výpravě bylo 35 mužů a jediná žena.

## Medailisté
| Medaile | Jméno                                                                  | Sport         | Soutěž                              |
| ------- | ---------------------------------------------------------------------- | ------------- | ----------------------------------- |
| Zlato   | Anthony Winter                                                         | Atletika      | Muži trojskok                       |
| Zlato   | Dick Eve                                                               | Skoky do vody | Muži věž (5 a 10 m)                 |
| Zlato   | Boy Charlton                                                           | Plavání       | Muži 1500 m volný způsob            |
| Stříbro | Frank Beaurepaire Boy Charlton Moss Christie Ernest Henry Ivan Stedman | Plavání       | Muži štafeta 4 × 200 m volný způsob |
| Bronz   | Boy Charlton                                                           | Plavání       | Muži 400 m volný způsob             |
| Bronz   | Frank Beaurepaire                                                      | Plavání       | Muži 1500 m volný způsob            |